# Privolni (Vladímirskaia)
|  | Per a altres significats, vegeu «Privolni». |

Privolni - Привольный (rus) - és un khútor del krai de Krasnodar, a Rússia. Es troba a la vora esquerra del riu Kuksa, afluent del Labà. És a 18 km al sud-est de Labinsk i a 159 km al sud-est de Krasnodar.
Pertany a l'stanitsa de Vladímirskaia.